# Chibi.
Chibi.（ちび、1991年〈平成3年〉11月24日 - ）は、長野県出身の歌手。コロナ下に配信アプリ17LIVEを始め、歌ライバーになり人気を得てオリジナル曲を発表、シンガーの道を歩み始める。

## 略歴
- 2020.11.25　ライバーデビュー　23：30～6：00のロング歌配信を毎日行う。約40曲歌う。
- ライバー名をChibi.とする。（背が小さいことから「ちび」と自ら名のる）
- 2021.11.13　17LIVE主催、浜崎あゆみオーデションに勝ち残り、オーディションを受ける。[1]
- 2021.11.25　配信一周年を記念して150曲歌う配信を23：30～翌日の夜20時まで歌いつづけた。
- 2022.5         シンガーソングライターや歌手、 そんな素敵な肩書き一切なかった私が アーティスト Chibi.として活動開始  シングル2曲を発表[2]
- 2022.12.29　音楽情報誌BRAKSのインタビューを受ける。[3]
- 2023.11.17   初ワンマンライブ決定　１stアルバム発売記念LIVE　六本木C・LAPS[4]
- 2023.11.24　誕生日の朝8：00～17：00まで100曲歌う配信を行う。
- 2024.01.12　初のワンマンライブを自身の主催で行い、60人の観客を集める。[5]

## 人物
- 配信では、リクエストも受付、J-popを中心に幅広く歌う。持ち歌は1000曲を超える。
- 母の影響を受け音楽は小さい頃からよく聴いたので、母が好きだった1970年代の洋楽も歌のレパートリーとして持っている。
- 学生時代ブラスバンド部に所属していたのでサックスを演奏できる。
- 楽曲製作、主催コンサート等は、すべて自身のプロデュースで行っている。
- アサヒビールをこよなく愛するビール党。

## 出演

### ラジオ
- 2023.4.26　渋谷CROSSFM鳥羽明美のミラクル☆クルクル　6thシングル『あなたへ』の発売記念[6]

## 作品

### 楽曲[7]
- 2022.5.26 　 1stシングル    『ちっぽけな君のうた』[8] 　    　 作詞作曲　AKARI
- 2022.9.17  　2ndシングル　『抱きしめて』[9]　　　　　　　   作詞作曲　AKARI
- 2023.1.  3　  3rdシングル　『探した愛のしるし』[10]　　　　   作詞作曲　AKARI
- 2023.4.13  　4thシングル　『好きだけじゃ』[11]　　　　　　   作詞作曲　AKARI
- 2023.4.17  　5thシングル　『あなたへ』[12]　　　　　　　     作詞　Chibi.　作曲　Mystie，SOUL-T  リミキサー　SOUL-T

ミュージックビデオ
- 1stシングル    『ちっぽけな君のうた』[13]

提供を受けた楽曲
- 2022.5.22    　　　　 『My　Way(ft.HotranD)』[14]　　  作詞作曲　MOZ

## LIVE
- 2022.06.12　大人な夜の演奏会[15]　　　　17LIVE主催
- 2022.08.09　17LIVER ARTIST STAGE     　　　　　　　御徒町パンダ広場[16]
- 2022.10.20　MUSIC WAVE〜Reborn〜　１７LIVE主催　東京代官山UNIT[17]
- 2023.01.24　LOOP　　　　　　　　　　　　　　　　　  SHIBUYA PLEASURE PLEASURE[18]
- 2023.04.01　ドマラリンコンサート　　　ドラマリン　    新宿SUNFACE
- 2023.07.04　PREMIUM　LIVE　　　　　17LIVE主催　　SHIBUYA PLEASURE PLEASURE[19]
- 2023.08.19　麹屋物語ナイトvol.３　　　麹屋物語主催 　 新宿ROCK CAFE LOFT[20]
- 2023.10.14　M48:君の好きな歌を　　　　MELODIA Tokyo Presents[21]
- 2023.12.10　ドラマリンコンサート　　　ドラマリン　    新宿SUNFACE[22]
- 2024.01.12　初ワンマンコンサート　　　Chibi.主催　　　六本木C・LAPS[23]
- 2024.02.18   それでも人生に音楽と言うSP’24（サスケと対バンライブ）MELODIA Tokyo Presents[24]
- 2024.03.07   LOOP                                                    渋谷ストリーム ホール[25]